# Plavání na Letních olympijských hrách 1908
Plavání na Letních olympijských hrách 1908.

## Přehled medailí
| Pořadí | Země                         | Zlato | Stříbro | Bronz | Celkově |
| ------ | ---------------------------- | ----- | ------- | ----- | ------- |
| 1.     | Velká Británie (GBR)         | 4     | 2       | 1     | 7       |
| 2.     | Spojené státy americké (USA) | 1     | 0       | 1     | 2       |
| 3.     | Německo (GER)                | 1     | 0       | 0     | 1       |
| 4.     | Maďarsko (HUN)               | 0     | 2       | 0     | 2       |
| 5.     | Australasie (ANZ)            | 0     | 1       | 1     | 2       |
| 6.     | Dánsko (DEN)                 | 0     | 1       | 0     | 1       |
| 7.     | Švédsko (SWE)                | 0     | 0       | 2     | 2       |
| 8.     | Rakousko (AUT)               | 0     | 0       | 1     | 1       |
| Celkem | Celkem                       | 6     | 6       | 6     | 18      |

## Medailisté

### Muži
| Kategorie                    | Zlato                                                                                    | Stříbro                                                                      | Bronz                                                                                     |
| ---------------------------- | ---------------------------------------------------------------------------------------- | ---------------------------------------------------------------------------- | ----------------------------------------------------------------------------------------- |
| 100 m volný způsob           | Charles Daniels · Spojené státy americké (USA)                                           | Zoltán Halmay · Maďarsko (HUN)                                               | Harald Julin · Švédsko (SWE)                                                              |
| 400 m volný způsob           | Henry Taylor · Velká Británie (GBR)                                                      | Frank Beaurepaire · Australasie (ANZ)                                        | Otto Scheff · Rakousko (AUT)                                                              |
| 1500 m volný způsob          | Henry Taylor · Velká Británie (GBR)                                                      | Thomas Battersby · Velká Británie (GBR)                                      | Frank Beaurepaire · Australasie (ANZ)                                                     |
| 100 m znak                   | Arno Bieberstein · Německo (GER)                                                         | Ludvig Dam · Dánsko (DEN)                                                    | Herbert Haresnape · Velká Británie (GBR)                                                  |
| 200 m prsa                   | Frederick Holman · Velká Británie (GBR)                                                  | William Robinson · Velká Británie (GBR)                                      | Pontus Hanson · Švédsko (SWE)                                                             |
| štafeta 4×200 m volný způsob | Velká Británie (GBR) · John Derbyshire · Paul Radmilovic · William Foster · Henry Taylor | Maďarsko (HUN) · József Munk · Imre Zachár · Béla Las-Torres · Zoltán Halmay | Spojené státy americké (USA) · Harry Hebner · Leo Goodwin · Charles Daniels · Leslie Rich |